# Dăbnik, Burgas
Dăbnik (în bulgară Дъбник) este un sat în comuna Pomorie, regiunea Burgas,  Bulgaria. 

## Demografie
Componența etnică a satului Dăbnik
     Turci (80,77%)
     Nicio identificare (19,22%)
     Altele (0,51%)
La recensământul din 2011, populația satului Dăbnik era de 775 locuitori. Din punct de vedere etnic, majoritatea locuitorilor (80,77%) erau turci. Pentru 19,22% din locuitori nu este cunoscută apartenența etnică.